# Placuna lincolnii
Placuna lincolnii is een tweekleppigensoort uit de familie van de Placunidae. De wetenschappelijke naam van de soort is voor het eerst geldig gepubliceerd in 1849 door Gray.